# خورخه گرانت
خورخه گرانت (انگلیسی: Jorge Grant؛ زادهٔ ۱۹ دسامبر ۱۹۹۴) بازیکن فوتبال اهل بریتانیا است.
از باشگاه‌هایی که در آن بازی کرده‌است می‌توان به باشگاه فوتبال ناتینگهام فارست و باشگاه فوتبال لوتون تاون اشاره کرد.